# Ioan Chișu
Ioan Chișu (n. 1878, Turda, județul Cluj – d. secolul XX) a fost un deputat în Marea Adunare Națională de la Alba Iulia, organismul legislativ reprezentativ al „tuturor românilor din Transilvania, Banat și Țara Ungurească”, cel care a adoptat hotărârea privind Unirea Transilvaniei cu România, la 1 decembrie 1918 :p. 120 .

## Biografie
A profesat ca meseriaș-tâmplar în Turda :p. 120.

## Activitatea politică
A fost membru al secției române a Partidului Social Democrat din Turda :p. 120.
Ca deputat în Adunarea Națională din 1 decembrie 1918 a fost delegat al secției române a Partidului Social Democrat din Turda :p. 120.